# Weser-Leine-Radweg
Der Weser-Leine-Radweg ist ein Radwanderweg in Niedersachsen, der eine Verbindung zwischen dem Weserradweg und dem Leine-Heide-Radweg herstellt. Er führt vom Ort Hagenohsen an der oberen Weser durch das Weser-Leine-Bergland bis nach Gronau an der Leine.
Der Radwanderweg führt aus dem Wesertal nach Osten ansteigend durch das Tal des Hastebachs über eine Passhöhe in die Bisperoder Senke am nördlichen Ith, umrundet diesen halbkreisförmig im Norden und folgt dann in einer etwas nach Süden gegen den Thüster Berg ausgreifenden Bewegung dem Saaletal nach Osten bis zur Leine.